# Championnat de Pologne de rugby à XV 2022-2023
Navigation
Championnat 2021-2022 Championnat 2023-2024
Le Championnat de Pologne de rugby à XV 2022-2023 appelé Ekstraliga, oppose les dix meilleures équipes polonaises de rugby à XV. Il débute le 20 août 2022 et s'achève par une finale disputée le 11 juin 2023. Pendant la saison régulière, les dix équipes s'affrontent en phase aller-retour. Les deux premiers se qualifient pour la finale, tandis que les 3e et 4e s'affrontent pour la médaille de bronze. Le dixième dispute un barrage contre le champion de la seconde division.

## Les clubs de l'édition 2022-2023
Les dix équipes participant à l'Ekstraliga sont les suivantes :				
| Sopot Aleksandrów Łódzki Varsovie Siedlce Sochaczew Gdańsk Gdynia Cracovie Lublin Poznań |

| Équipe                       | Stade                                        | Ville              |
| ---------------------------- | -------------------------------------------- | ------------------ |
| Juvenia Kraków               | Juvenia Stadium                              | Cracovie           |
| Lechia Gdańsk                | Gdański Stadion Lekkoatletyczny i Rugby (en) | Gdańsk             |
| RC Arka Gdynia               | Narodowy Stadion Rugby                       | Gdynia             |
| Budo 2011 Aleksandrów Łódzki | Stadion im. Włodzimierza Smolarka (pl)       | Aleksandrów Łódzki |
| Up Fitness Skra Warszawa     | Bemowski Ośrodek Piłki Nożnej                | Varsovie           |
| Awenta Pogoń Siedlce         | Stadion ROSRRiT (pl)                         | Siedlce            |
| Ogniwo Sopot                 | Stadion Sportowy im. Edwarda Hodury          | Sopot              |
| Orkan Sochaczew              | Stadion Orkana Sochaczew (pl)                | Sochaczew          |
| Edach Budowlani Lublin       | Stadion Budowlani (pl)                       | Lublin             |
| Posnania Poznań              | Stadion Posnanii (pl)                        | Poznań             |

## Règlement
Le nombre de joueurs non éligibles à la sélection polonaise par feuille de match est limité à 5. Sur chaque feuille de match, il doit y avoir au moins trois joueurs âgés de moins de 23 ans, dont deux ayant moins de 21 ans. 

## Saison régulière

### Classement
| Rang | Club                         | J  | V  | N | D  | Pm  | Pe   | Diff | Pts |
| ---- | ---------------------------- | -- | -- | - | -- | --- | ---- | ---- | --- |
| 1    | Budo 2011 Aleksandrów Łódzki | 18 | 15 | 1 | 2  | 688 | 270  | +418 | 77  |
| 2    | Ogniwo Sopot                 | 18 | 15 | 0 | 3  | 719 | 258  | +461 | 75  |
| 3    | Orkan Sochaczew (T)          | 18 | 13 | 0 | 5  | 852 | 314  | +538 | 65  |
| 4    | Budowlani Lublin             | 18 | 13 | 1 | 4  | 504 | 278  | +226 | 65  |
| 5    | Lechia Gdańsk                | 18 | 8  | 0 | 10 | 527 | 507  | +20  | 43  |
| 6    | Juvenia Kraków               | 18 | 7  | 0 | 11 | 534 | 513  | +21  | 38  |
| 7    | Arka Gdynia                  | 18 | 6  | 0 | 12 | 437 | 674  | -237 | 29  |
| 8    | Pogon Siedlce                | 18 | 4  | 0 | 14 | 300 | 756  | -456 | 19  |
| 9    | Posnania Poznań              | 18 | 2  | 0 | 16 | 294 | 1102 | -808 | 9   |
| 10   | Skra Warszawa                | 18 | 6  | 0 | 12 | 367 | 359  | +8   | -72 |

|  | Qualifiés pour la finale (no 1, no 2).                   |
|  | Qualifiés pour le match pour la 3ème place (no 3, no 4). |
|  | Relégué (no 10).                                         |
|  | T : champion 2022                                        |

Attribution des points' : victoire sur tapis vert : 5, victoire : 4, match nul : 2, défaite : 0, forfait : -1 ; plus les bonus (offensif : 4 essais marqués ; défensif : défaite par 7 points d'écart maximum).				
Règles de classement : 1. points marqués dans les matchs entre équipes concernées ; 2.différence de points ; 3. nombre de points marqués ; 4. plus petit nombre de cartons rouges ; 5. plus petit nombre de cartons jaunes; 6. classement de la saison précédente.
Le Skra Warszawa a été pénalisé a de multiples reprises pour faire jouer un joueur inéligible. En raison de l'accumulation de pénalités, décision est prise de reléguer l'équipe et de promouvoir le champion de deuxième division, le Budowlani Łódź.

## Phase finale

### Finale
| 11 juin 2023 | Budo 2011 Aleksandrów Łódzki | 12 - 8 (6 - 8) | Ogniwo Sopot                                                                                        |  |
| 11 juin 2023 | Pénalité(s) : Brzozowski 4   | Rapport        | Essai(s) : Olszewski 1 Pénalité(s) : Piotrowicz 1 Carton(s) jaune(s) : Halaifonua 1, Anuszkiewicz 1 |  |
| 11 juin 2023 |                              | Rapport        | |  |

### 3eplace
| 10 juin 2023 | Orkan Sochaczew                                                                                        | 30 - 13 (13 - 13) | Budowlani Lublin                                                               |  |
| 10 juin 2023 | Essai(s) : Olejek 1, Krześniak 1, Mechecki 1 Transformation(s) : Steenkamp 3 Pénalité(s) : Steenkamp 3 | Rapport           | Essai(s) : Nyakufaringua 1 Transformation(s) : Ndlovu 1 Pénalité(s) : Ndlovu 2 |  |
| 10 juin 2023 | | Rapport           |                                                                                |  |